# Euphonia imitans
La eufonia coronipinta (Euphonia imitans) es una especie de ave paseriforme de la familia Fringillidae endémica de América Central.

## Distribución y hábitat
Se encuentra únicamente en el sur de Costa Rica y el extremo sudoccidental de Panamá. Su hábitat natural son los bosques húmedos tropicales de tierras bajas.